# Denis Blundell
Edward Denis Blundell (znany jako Denis Blundell; ur. 29 maja 1907 w Wellington, zm. 24 września 1984 w Townsville w stanie Queensland w Australii) – nowozelandzki prawnik, dyplomata, krykiecista i polityk. W latach 1972–1977 gubernator generalny Nowej Zelandii.
Ukończył prawo na Cambridge University i w 1929 uzyskał prawo wykonywania zawodu adwokata na terenie Anglii. Praktykę podjął jednak dopiero rok później, po powrocie do swej rodzinnej Nowej Zelandii. W czasie II wojny światowej służył w armii i doszedł do stopnia pułkownika. W latach 1962–1968 był prezesem Nowozelandzkiego Stowarzyszenia Prawa, będącego tamtejszym samorządem zawodowym adwokatów.
Równolegle z karierą prawniczą, zajmował się także sportem. W latach 1928–1938 występował w reprezentacji Nowej Zelandii w krykiecie, zaś od 1959 do 1962 był szefem krajowego związku tej dyscypliny. W 1968 zakończył praktykę adwokacką i przeniósł się do dyplomacji, na bardzo ważne dla nowozelandzkiej polityki zagranicznej stanowisko wysokiego komisarza w Wielkiej Brytanii i zarazem ambasadora w Irlandii. Zwieńczeniem jego kariery było formalnie najwyższe w państwie stanowisko gubernatora generalnego. Po zakończeniu jego kadencji w 1977, w wieku 70 lat przeszedł na emeryturę. Zmarł siedem lat później.

Herb Blundella jako szlachica